# غوهردان (كوركا)
غوهردان (بالفارسية: گوهردان) هي قرية تقع في إيران في قسم كورکا الريفي. يقدر عدد سكانها بـ 369 نسمة بحسب إحصاء 2016.